# Belle et Sébastien (film)
Pour les articles homonymes, voir Belle et Sébastien.
Série
Belle et Sébastien : L'aventure continue
(2015)
Pour plus de détails, voir Fiche technique et Distribution.
Belle et Sébastien est un film français réalisé par Nicolas Vanier, sorti au cinéma en 2013.
Une suite, Belle et Sébastien : L'aventure continue réalisée par Christian Duguay, est sortie en 2015. Un troisième volet, Belle et Sébastien 3 : Le Dernier Chapitre réalisé par Clovis Cornillac, est sorti en 2017.

## Synopsis
En juillet 1943, à Saint-Martin, petit village des Alpes à la frontière avec la Suisse, Sébastien (Félix Bossuet), 8 ans, orphelin et solitaire, rencontre et apprivoise une chienne abandonnée, soupçonnée par les villageois de tuer leurs moutons. Il la nomme « Belle », alors que les bergers l'appellent « la bête » et essayent de s'en débarrasser. Une amitié solide se tisse entre le petit garçon et l'animal blanc.
La vie paisible du village est perturbée par l’arrivée de soldats allemands qui veulent démanteler un réseau de passeurs de juifs fuyant les persécutions.

## Fiche technique
- Titre original : Belle et Sébastien[1],[2]
- Réalisation : Nicolas Vanier
- Scénario, adaptation et dialogues : Juliette Sales, Fabien Suarez et Nicolas Vanier, d'après la série télévisée Belle et Sébastien et le roman éponyme de Cécile Aubry
- Musique : Armand Amar
- Décors : Sébastian Birchler
- Costumes : Adélaïde Gosselin
- Photographie : Éric Guichard
- Son : Anne Le Campion, Emmanuel Hachette, Thomas Desjonquères
- Montage : Stéphanie Pedelacq et Raphaele Urtin
- Production : Gilles Legrand, Frédéric Brillion, Clément Miserez et Matthieu Warter
- Sociétés de production[3] : Radar Films et Epithète Films, en coproduction avec Gaumont, M6 Films et Rhône-Alpes Cinéma, avec la participation de Orange Cinéma Séries, M6, W9, la Région Rhône-Alpes et le CNC
- Sociétés de distribution[4] : Gaumont Distribution (France) ; Belga Films (Belgique) ; Les Films Séville (Québec) ; Pathé Films AG (Suisse romande)
- Budget : 10,43 millions d’ €[5]
- Pays de production :  France
- Langues originales : français, allemand
- Format[6] : couleur - 35 mm / D-Cinema - 2,35:1 (Cinémascope) - son DTS | Dolby Digital
- Genre : aventures, drame
- Durée : 104 minutes
- Dates de sortie[7] :
  - France : 24 août 2013 (Festival du film francophone d'Angoulême) ; 16 octobre 2013 (Grand Lyon Film Festival) ; 18 décembre 2013 (sortie nationale)
  - Belgique, Suisse romande : 18 décembre 2013[8],[9]
  - Québec : 21 février 2014
- Classification[10] :
  - France : tous publics (conseillé à partir de 10 ans)[11],[12]
  - Belgique : tous publics (Alle Leeftijden)[8]
  - Suisse romande : interdit aux moins de 6 ans[13]
  - Québec : tous publics (G - General Rating)[14]

## Distribution
- Félix Bossuet : Sébastien, maître de Belle
- Tchéky Karyo : César, berger, grand-père de Sébastien
- Margaux Chatelier : Angélina, nièce de César
- Dimitri Storoge : le Dr Guillaume Cimaz
- Mehdi El Glaoui : André, le schlitteur
- Andreas Pietschmann : le lieutenant Peter
- Urbain Cancelier : le maire de Saint-Martin
- Paola Palma : Esther
- Andrée Damant : Célestine
- Les chiens : Garfield, Fort des Brumes de la Comtée et Fripon della Rocca dei patous

## Production

### Tournage
Le film a été tourné à plus de 80 % dans la vallée de la Haute-Maurienne-Vanoise en Savoie. Seules les scènes initiale et finale ont été filmées dans le Vercors (falaise de Font d'Urle) et un glacier du massif du Mont-Blanc.

#### Principaux lieux
- Village de Saint-Martin où vit Sébastien : hameau de l'Écot (Bonneval-sur-Arc)

- Extérieur du chalet de César :  chalet situé en amont du hameau d'Avérole (Bessans)
- Intérieur du chalet de César : chalet situé rue de la Combe à Bramans
- Torrent où Sébastien lave Belle : cascade du pont de la Lame à Bonneval-sur-Arc
- Refuge du Grand Baou où Sébastien dissimule Belle : cabane sous la Roche à Pierres longues (Lanslebourg-Mont-Cenis)
- Bergerie : hameau de l'Arcelle dans la vallée du Ribon (Bessans)
- Caserne allemande : redoute Marie-Thérèse à Bramans
- Grotte où se cache la famille juive : grotte des 14 chapeaux à Bramans
- Scènes de montagne près de lacs : lac Blanc, lac Noir et lac du Lait [17](Bonneval-sur-Arc et Val-Cenis)
- Les Glantières (lieu où rôde la "bête") : vallon de la Lenta à Bonneval-sur-Arc
- Boulangerie d'Angélina :  maison à Bonneval-sur-Arc[18]

#### Chiens
Trois chiens de montagne des Pyrénées se partagent le rôle de Belle : Garfield qui figure sur tous les gros plans, avec son généreux pelage, Fort, docile, employé dans les scènes d'action (il apparait en premier avec son pelage sale), et Fripon, plus doux, qui est mis en scène dans les moments de complicité avec Sébastien. Ce sont des mâles alors que Belle est une femelle comme Sébastien l'a constaté.

## Bande originale
Armand Amar signe la bande originale du film. La chanson Belle interprétée par Zaz a été composée par Daniel White pour la série télévisée de 1965.

## Accueil

### Box-office
| Pays ou région | Box-office                 | Date d'arrêt du box-office | Nombre de semaines |
| -------------- | -------------------------- | -------------------------- | ------------------ |
| France         | 2 966 318 entrées          | 11 mars 2014               | 12                 |
| Italie         | 1 151 422 entrées          |                            |                    |
| Suisse         | 73 838 entrées             |                            |                    |
| Corée du Sud   | 25 366 entrées             |                            |                    |
| Monde          | 4 544 610 entrées (9 pays) |                            |                    |

## Distinctions
Entre 2014 et 2015, Belle et Sébastien a été sélectionné six fois dans diverses catégories et a remporté quatre récompenses.

### Récompenses
- Festival du film Nuits noires de Tallinn 2014 : Prix du film juste du Jury d'enfants - Mention spéciale.
- Festival du film pour enfants (Children KinoFest) 2014 : Grand prix du meilleur film pour Nicolas Vanier.
- Festival international du film de Seattle 2014 : Prix du jury des jeunes du film familial.
- Festival international du film de Minneapolis St.Paul (Minneapolis St. Paul International Film Festival) 2015 : Prix du public du meilleur long métrage pour Nicolas Vanier.

### Nominations
- Festival du film Nuits noires de Tallinn 2014 : Meilleur film pour enfants pour Nicolas Vanier.
- Festival international du film de Seattle 2014 : Meilleur acteur pour Félix Bossuet.

## Autour du film
- Le fils de Cécile Aubry, Mehdi El Glaoui, qui interprétait Sébastien dans la série des années 1960, tient le rôle d'un chasseur dans le film.
- Le film est projeté dans le cadre du Festival Lumière 2013 à Lyon le 16 octobre[26].

### Suites
En mai 2014, une suite est annoncée. Le tournage a débuté le 4 août 2014, en Haute-Maurienne-Vanoise et s'est terminé le 17 octobre dans l'Ain, sous la direction du Canadien Christian Duguay. Le film, intitulé Belle et Sébastien : L'aventure continue, est sorti le 9 décembre 2015.
En octobre 2016, le tournage du troisième et dernier volet des aventures de Belle et Sébastien est annoncé. Il a lieu en Haute Maurienne Vanoise et dans le Briançonnaisen janvier et février 2017. Réalisé par Clovis Cornillac, qui interprète aussi le rôle du méchant, le film sort en février 2018.
Un reboot de la saga, nommé Belle et Sébastien : Nouvelle Génération, sort en salles en octobre 2022, et est réalisé par Pierre Coré. L'action du film est transposée à l'époque contemporaine et le tournage a lieu cette fois dans les Pyrénées.